# مين أونغ هلاينغ
مين أونغ هلاينغ (بالبورمية: မိအောင်လှိုင်)‏؛ (من مواليد 3 يوليو 1956) هو جنرال في الجيش البورمي وهو القائد الأعلى للدولة الحالي في ميانمار والقائد العام للقوات المسلحة في ميانمار. تولى السلطة كزعيم للدولة في انقلاب ميانمار 2021.
تولى منصب القائد العام للقوات المسلحة في 30 مارس 2011. وهو أيضًا عضو في مجلس الدفاع والأمن الوطني (NDSC) برئاسة رئيس ميانمار. كان سابقًا رئيس الأركان المشتركة لوزارة الدفاع في ميانمار، ورُقّيَ إلى رتبة لواء من فئة أربع نجوم في أوائل عام 2011 وإلى رتبة لواء من فئة الخمس نجوم في مارس 2013. وفي 5 نوفمبر 2020، أعلن تاتماداو عن ترقية مين أونغ هلاينغ إلى رتبة جنرال كبير وهي تعادل نائب رئيس ميانمار.

## النشأة والوظيفة
ولد مين أونغ هلاينغ في 3 يوليو 1956 في تافوي في بورما (داوي الآن، ميانمار). والده، ثونغ هلاينغ، مهندس مدني، عمل في وزارة البناء.
نجح مين أونغ هلاينغ في اجتياز امتحان البجروت في عام 1972 في (يانغون). حضر ودرس القانون في جامعة يانغون للفنون والعلوم من عام 1972 إلى عام 1973 قبل أن يلتحق بأكاديمية خدمات الدفاع في الدفعة التاسعة عشرة عام 1974 في محاولته الثالثة. وبحسب ما ورد نُبذ من قبل زملائه في الفصل بسبب شخصيته المتحفظة. التواريخ الرئيسية هي كما يلي:
- 1972 مارس - جامعة يانغون للفنون والعلوم (قانون)
- 1974 - فيلق التدريب الجامعي (1971-1974: رقيب)
- 1974 يناير - أكاديمية خدمات الدفاع
- 1977 ديسمبر - كلف ملازم ثاني في الجيش البورمي

بعد التخرج، انتقل مين أونغ هلاينغ إلى مناصب قيادية في ولاية مون وفي عام 2002، رُقّي إلى منصب قائد قيادة منطقة المثلث في ولاية شان الشرقية وكان شخصية محورية في المفاوضات مع مجموعتين من المتمردين، جيش ولاية وا المتحدة (UWSA) وجيش التحالف الديمقراطي الوطني (NDAA). ورد أن مين أونغ هلاينغ كان مقربًا من رئيس الوزراء التايلاندي السابق بريم تينسولانوندا، كما أنه كان حكيمًا واعتبر كشخصية بريم الأب.

### الرتبة العسكرية
- لواء - 2008/2009
- فريق - أواخر عام 2009
- عام - أوائل 2011
- نائب أول عام - مطلع 2012
- ضابط أول - مارس 2013

## تعيينات
برز في عام 2009 بعد أن قاد هجومًا ضد جيش التحالف الديمقراطي لقوميات ميانمار المتمردة في كوكانغ.
في يونيو 2010، حل مين أونغ هلاينغ محل الجنرال شوي مان كرئيس أركان مشترك للجيش والبحرية والقوات الجوية. في 30 مارس 2011 أصبح القائد العام الجديد للقوات المسلحة في ميانمار، ليحل محل رئيس الدولة المنتهية ولايته ورئيس المجلس العسكري الجنرال ثان شوي.
في نوفمبر 2011، وفقًا لصحيفة إيراوادي نيوز، كان «يعتقد على نطاق واسع» أنه بعد اجتماعات مين أونغ هلاينغ مع المسؤولين العسكريين الصينيين في ذلك الشهر وقيادته في إبرام اتفاقية ثنائية بشأن التعاون الدفاعي مع الصينيين، وأجرى أيضًا محادثات مع الصينيين، مع نائب الرئيس شي جين بينغ بشأن التعاون الصيني فيما يتعلق بنزاع كاشين.
في 27 مارس 2012، خلال خطاب ألقاه في نايبيداو، دافع مين أونغ هلاينغ عن استمرار دور الجيش في السياسة الوطنية. في 3 أبريل 2012، أعلنت حكومة ميانمار أن مين أونغ هلاينغ قد رقي إلى نائب كبير لواء، وهي ثاني أعلى رتبة في القوات المسلحة لميانمار، ثم رقي إلى رتبة جنرال في مارس 2013.

## نقد

### انتهاكات حقوق الإنسان
أفاد مجلس حقوق الإنسان بأن جنود مين أونغ هلاينغ كانوا يستهدفون المدنيين عمداً في ولايات شمال ميانمار ويقومون «بالتمييز المنهجي» وانتهاكات حقوق الإنسان ضد الأقليات في ولاية راخين. وعلى وجه الخصوص، اتُهم بالتطهير العرقي ضد الروهينغيا. قد ترقى انتهاكات حقوق الإنسان هذه إلى مصاف الإبادة الجماعية والجرائم ضد الإنسانية وجرائم الحرب.
حظر Facebook Min Aung Hlaing من منصته مع 19 من كبار المسؤولين والمنظمات البورمية لمنع المزيد من التوترات العرقية والدينية في ميانمار. جاء هذا الإجراء عقب تقرير تحقيق للأمم المتحدة يفيد بأن بعض القادة العسكريين في ميانمار سيتم التحقيق معهم ومحاكمتهم بتهمة الإبادة الجماعية بسبب حملة قمع ضد مسلمي الروهينجا. قام تويتر لاحقًا بحظره في 16 مايو 2019.
في 17 مارس 2019، نشر كياو زاو أو، النائب عن راخين، رسالة مفتوحة ثنائية اللغة إلى مين أونغ هلاينغ حول العديد من انتهاكات تاتماداو في ولاية راخين، التي أزهقت أرواح المدنيين وممتلكاتهم، وألحقت أضرارًا ببعض المباني ذات التراث الثقافي أيضًا.
في يوليو 2019، منعته حكومة الولايات المتحدة من السفر إلى الولايات المتحدة. في ديسمبر 2020، جمدت أصول مين أونغ هلاينغ الأمريكية وجرمت المعاملات المالية بينه وبين أي شخص في الولايات المتحدة.

### الفساد
أثار مين أونغ هلاينغ جدلًا كبيرًا بسبب المصالح التجارية الكبيرة لعائلته والتضارب المحتمل في المصالح. وهو مساهم رئيسي في شركة ميانمار الاقتصادية القابضة المحدودة (MEHL) المملوكة للجيش. خلال السنة المالية 2010-11، امتلك 5000 سهم وتلقى توزيعات أرباح سنوية قدرها 250.000 دولار. وهو عضو في مجموعة Patron Group التابعة لشركة MEHL، والتي تدير المجموعة.
يمتلك نجله أونغ بياي سون عددًا من الشركات الخاصة، ولديه أيضًا حصة أغلبية في Mytel، شركة اتصالات وطنية.

## الجوائز والأوسمة
- وسام الخدمة العسكرية للأكثر الأشجاع، القائد الباسل للقوات المسلحة الماليزية، وسام القوات المسلحة الماليزية الفخرية للشجاعة (الدرجة الأولى)، ماليزيا
- ميدالية «لتعزيز الكومنولث العسكري» (وزارة الدفاع، روسيا) [23]
- وسام الشرف من FSMTC «للمزايا في مجال التعاون العسكري التقني» [24]
- وسام الفيل الأبيض الأكثر تعاليًا، فارس غراند كروس (الدرجة الأولى)، تايلاند[25]
- أرفع وسام تاج تايلاند، نايت غراند كروس (الدرجة الأولى)، تايلاند[26]